# جرالد ان. روزنبرگ
جرالد ان. روزنبرگ (انگلیسی: Gerald N. Rosenberg؛ زادهٔ ۱ ژانویهٔ ۱۹۵۴) نویسنده اهل ایالات متحده آمریکا است.
وی همچنین برندهٔ جوایزی همچون برنامه فولبرایت شده‌است.